# Stenoplastis subalba
Stenoplastis subalba är en fjärilsart som beskrevs av Walker 1859. Stenoplastis subalba ingår i släktet Stenoplastis och familjen tandspinnare. Inga underarter finns listade i Catalogue of Life.